# Boda József (rendőr)
Boda József (Törökszentmiklós, 1953. július 18.–) magyar katona (felderítő), hivatásos rendőr, vezérőrnagy, ejtőernyős sportoló.

## Életpálya
Általános-, szakmunkásképző és középiskolai tanulmányait Szolnokon végezte. 1970-ben tett járműlakatos szakmunkásvizsgát, majd 1972-ben érettségizett a szolnoki Tiszaparti Gimnázium Dolgozók Szakközépiskolájában. 
1969. május 2-án hajtotta végre élete első ejtőernyős ugrását a szandaszőlősi sportrepülőtéren, ugrató parancsnoka Hüse Károly volt. 1976-ban szerzett diplomát a Kossuth Lajos Katonai Főiskolán, mint csapatfelderítő tiszt. Tisztként Szolnokon teljesített szolgálatot. 1981–1984 között Szombathelyen dolgozott. 1984-1987 között a Zrínyi Miklós Katonai Akadémián szerzett parancsnoki diplomát. 1987-1991 között ismét Szolnokon teljesített szolgálatot. 19 évig szolgált a honvédségnél, majd 1991. augusztus 1-jével átkerült az ORFK Rendőrség Különleges Szolgálatához, parancsnokhelyettesi (műveleti parancsnoki) beosztásba. Az ejtőernyőzést azonban tovább folytatta. 1995-ben egyetemi doktori fokozatot szerzett A mélységi felderítés fejlődése, helye, szerepe az új védelmi alapelvekben című tanulmányával. 1996-ban diplomát szerzett a Rendőrtiszti Főiskolán.
Több mint 35 év nemzetközi rendészeti tapasztalattal rendelkezik. A Belügyminisztérium Nemzetközi Oktatási Központjának volt igazgatója A rendszerváltás utáni nemzetközi rendészeti szerepvállalás első magyar parancsnoka. Vezetett kontingens Kambodzsába, Mozambikba, a Sínai-félszigetre és Bosznia-Hercegovinába. A grúziai ENSZ misszió rendőri főtanácsadója. Tudományos fokozatát a nemzetközi békefenntartás és polgári válságkezelés témájában szerezte. Az Európai Rendőr Akadémia (CEPOL) alapítója és vezetőtestületének tagja. Számos társadalmi szervezet alapítója és tagja, az ILEA magyar igazgatója. Számos hazai és nemzetközi publikáció szerzője, valamint rangos konferenciák állandó előadója és résztvevője. 2000-ben elvégezte az amerikai Szövetségi Nyomozó Hivatal Nemzeti Akadémiáját (FBI NA). 2007-ben a Zrínyi Miklós Nemzetvédelmi Egyetemen PhD fokozatot szerzett. 2010. január 1-től az IRM Nemzetközi Oktatási és Polgári Válságkezelési Központ főigazgatója, majd 2010 július 1-től-től a Nemzetbiztonsági Szakszolgálat (NBSZ) főigazgatója. 2015-től a Nemzeti Közszolgálati Egyetem Rendészettudományi Karának dékánja.

## Műve
- „Szigorúan titkos”? – Nemzetbiztonsági almanach (Zrínyi, 2016)

## Sporteredmények
- 1977-ben tagja volt a MH Katonai Ejtőernyős Válogatottjának.
- 1995. október 4-én hajtotta végre ezredik ugrását, jelenleg 1037 ugrás van mögötte.

## Szakmai sikerek
- 1988-ban megkapta az Aranykoszorús I. osztályú, ejtőernyős tiszt kitüntető címet és jelvényt. a Belügyminisztertől Bátorságért Érdemjelet és Dísztőrt kapott,
- a grúziai Zugdidi város Díszpolgárává választotta,
- a Magyar ENSZ Társaság elismerő oklevelét kapta, az ENSZ céljai magvalósításáért,
- a Köztársasági Elnök pedig a Magyar Köztársasági Érdemrend Tiszti Keresztjét és Köztársasági Érdemjelet adományozott számára,
- 2008-ban a Honvédelmi Miniszter a Tiszti Szolgálati Jel I. fokozata kitüntetésben részesítette a honvédelem ügyéhez nyújtott támogatásáért,
- a Köztársasági Elnök 2010. január 10-ével rendőr dandártábornokká nevezte ki.

## Sportvezető
2002. március 21-től a Magyar Ejtőernyősök Bajtársi Szövetségének elnöke.